# Frank Pick
Frank Pick (1878. november 23. – 1941. november 7.) brit közlekedési tisztviselő.

## Munkássága
Miután 1902-ben ügyvédi vizsgát tett, a North Eastern Railwaynél dolgozott, majd 1906-ban az Underground Electric Railways Company of Londonhoz (UERL) került. Itt először aligazgatói pozícióba emelkedett 1921-ben, 1928-ban pedig ügyvezető igazgató lett. 1933 és 1940 között a London Passenger Transport Board vezérigazgatója és elnökhelyettese volt.
Picket rendkívül érdekelte a formatervezés és annak gyakorlati alkalmazása a közéletben. Javarészt neki köszönhető a londoni metró vállalati arculatának kialakítása. Hatásos reklámokkal, modern épületekkel, egyedi grafikai megoldásokkal könnyen felismerhető márkanevet hozott létre. Az általa rendelt jellegzetes betűtípust és piros-kék logót például ma is használja a londoni közlekedési társaság.
Vezetése alatt az UERL metróhálózata és a kapcsolódó buszhálózat jelentősen bővült, új területeket kötve be a városi vérkeringésbe és elősegítve a kertvárosok növekedését.
Pick alapító tagja, majd később elnöke volt a Design and Industries Associationnek, valamint a Council for Art and Industry első elnöke is ő lett. Rendszeresen publikált és tartott előadásokat az ipari formatervezésről és a várostervezésről. A kormány számára közlekedési terveket készített a londoni civil lakosság tömeges kitelepítésének esetére, és jelentéseket írt a csatornák és a kikötők háborús használatáról.

## Gyermek- és fiatalkora
Frank Pick 1878. november 23-án született a Lincolnshire-i Spaldingban, Francis Pick szövetáru-kereskedő és Fanny Clarke öt gyermeke közül az elsőként. Apai nagyapja, Charles Pick gazdálkodással foglalkozott Spaldingban és 40-es éveiben halt meg, nyolc gyermeket hagyva hátra. Anyai nagyapja, Thomas Clarke kovács és wesleyanista világi prédikátor volt. Gyermekként Pick imádott olvasni, lepkéket, pillangókat gyűjtött, valamint mindenféle tárgyakat a tengerpartról.
Pick apja korábban ügyvédi pályára készült, így fiát is bátorította, hogy válassza ezt a foglalkozást. A yorki St Peter's Schoolt ösztöndíjjal végezte el,, az oxfordi Magdalen College-ba azonban nem sikerült ösztöndíjat kapnia. 1902-ben a Londoni Egyetemen végzett ügyvédként, de nem érdekelte különösebben a jogi pálya.

## Pályafutása

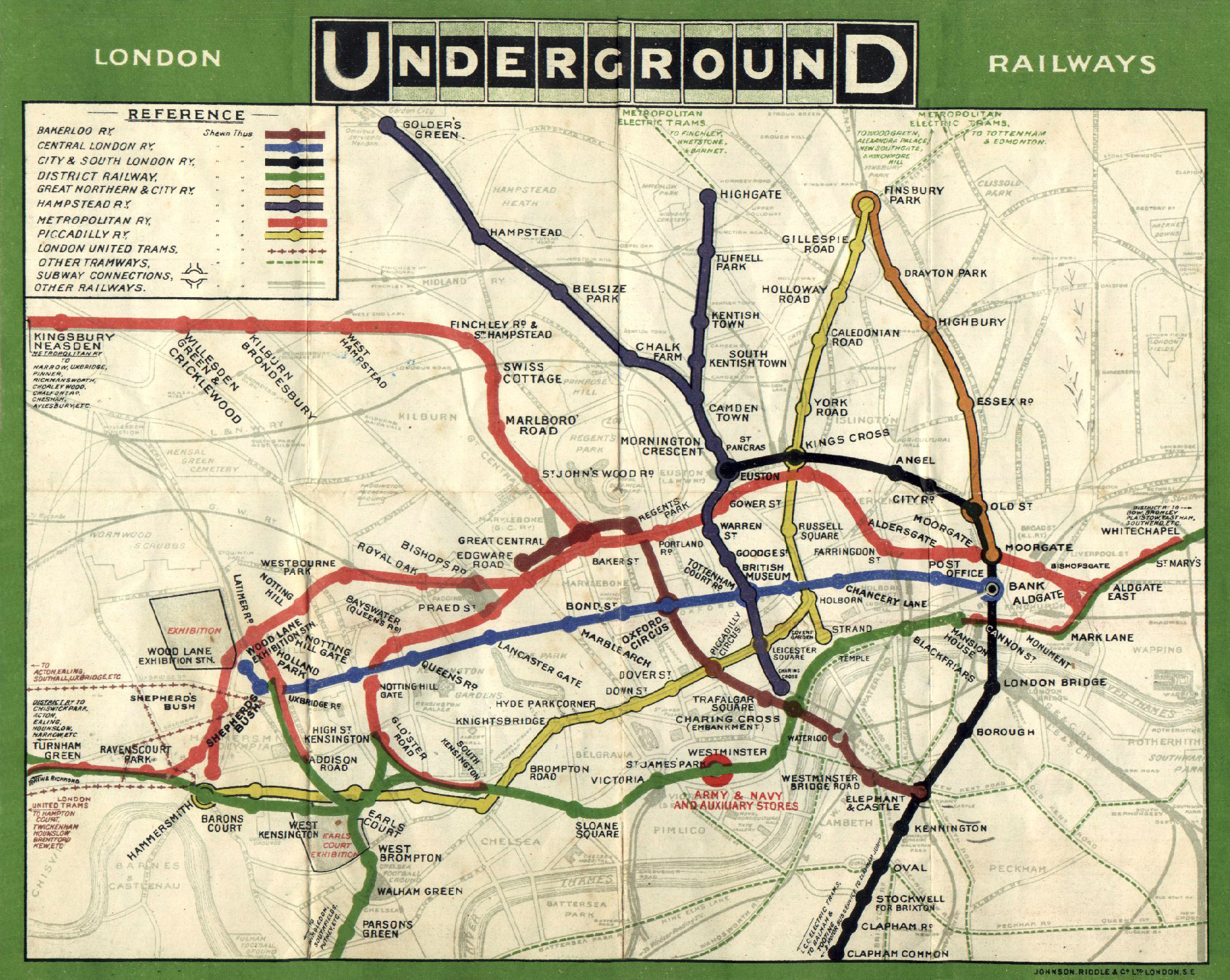
Az első Underground-ként feliratozott metrótérkép 1908-ból, az UERL és más metrótársaságok, valamint a Metropolitan Railway vonalaival

1902-ben kezdett el dolgozni a North Eastern Railwaynél, először a vállalat közlekedési statisztikai osztályán, majd Sir George Gibb igazgató asszisztense lett 1904-ben. Ugyanebben az évben feleségül vette Mabel Mary Caroline Woodhouse-t. Nem született gyermekük.
1906-ban Gibbet kinevezték az UERL ügyvezető igazgatójává. Gibb felkérte Picket, hogy legyen itt is az asszisztense. Az UERL irányította a District Railwayt, majd 1906 és 1907 folyamán három új metróvonalat nyitott meg, a Baker Street and Waterloo Railwayt (Bakerloo Tube), a Charing Cross, Euston and Hampstead Railwayt (Hampstead Tube) és a Great Northern, Piccadilly and Brompton Railwayt (Piccadilly Tube).
Az UERL pénzügyi problémákkal küzdött. A jegyárak alacsonyak voltak és az utaslétszám is igencsak elmaradt a nyitás előtt készített becslésektől. A Bakerloo Tube például a becsült 35 millió utas helyett az első tizenkét hónapban csak 20,5 millió utast szállított, a Piccadilly Tube pedig a várt 60 millió helyett alig 26 milliót. Az alacsony utaslétszám részben a többi metrótársasággal és a felszíni vonattársaságokkal való versenynek volt köszönhető. A villamosok és az autóbuszok megjelenése is még több utast vont el a vasúttól.

### A metrómárka kialakítása

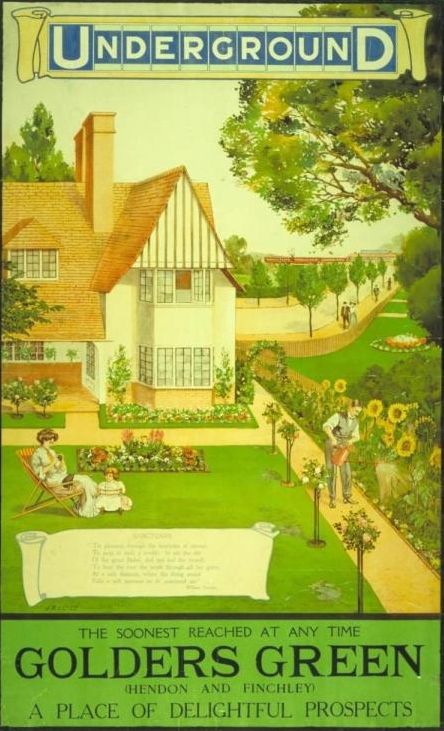
A Pick által rendelt első poszterek egyike, mely Golders Greent reklámozza, ahová akkoriban építették ki a metrót

1908-ra Pick már a marketingért felelős posztot töltötte be, ekkor kezdte el a cég ügyvezető igazgatójával, Albert Stanleyvel együttműködve kialakítani a vállalat azon arculatát és vizuális megjelenését, amiről a londoni metró híressé vált, beleértve az UNDERGROUND márkát is. Pick úgy vélte, „hogy valami mennyire jó, az a használhatóságán múlik. Ha ezen az első teszten elbukik, nincs az a díszítés vagy kivitelezés, ami jobbá tehetné, csak drágább és ostobább lesz tőle.”
Pick 1909-ben közlekedési fejlesztési igazgató, 1912-ben pedig kereskedelmi igazgató lett. 1910-ben Gibb helyére Albert Stanley került. 1912 és 1913 folyamán az UERL növelte a befolyását a londoni közlekedésben, két új metróvonalat vásárolt meg, a City & South London Railwayt (C&SLR) és Central London Railwayt (CLR), valamint több autóbusz- és villamostársaságot is. Pick egyik feladata az utaslétszám növelése volt és úgy vélte, ehhez a legjobb módszer, ha a vállalat csúcsidőn kívüli szolgáltatásait reklámozzák. Olyan posztereket rendelt, amelyek a London környéki területekre és a város nevezetességeihez közlekedő metróvonalakat és LGOC-autóbuszokat népszerűsítették. Pick felismerte, hogy a változatosság elengedhetetlen az utasok figyelmének megtartásához, így különféle stílusú reklámanyagokat rendelt. Ugyanakkor egyes autóbusz-útvonalakat megszüntetett, hogy a buszok kiegészítsék a vállalat vasútvonalait és gyűjtővonalakként funkcionáljanak a metró számára. 1912-ben mintegy megtriplázta az LGOC-buszvonalakat, és ötszörösére növelte a lefedett területet. Vasárnapi kirándulójáratokat vezettek be, az egyébként használaton kívüli buszok kihasználtságának növelésére, és megállapodást kötöttek vidéki busztársaságokkal a szolgáltatások összehangolására az egymással való versengés helyett. Pick egységes marketingstratégiát vezetett be, javítva az állomások kinézetét a poszterek méretének szabványosításával, számuk limitálásával és a felragasztás helyének meghatározásával. Mielőtt ezeket a szabályokat kialakította volna, a posztereket az állomásokon minden rendelkezésre álló felületre kihelyezték, össze-vissza, többféle méretben és alakban, ami miatt az utasok is elégedetlenkedtek, arra panaszkodtak, hogy nehéz köztük megtalálni az állomás nevét. Az 1930-as években mintegy 700 nagy és 150 kisebb plakátot helyeztek ki évente.

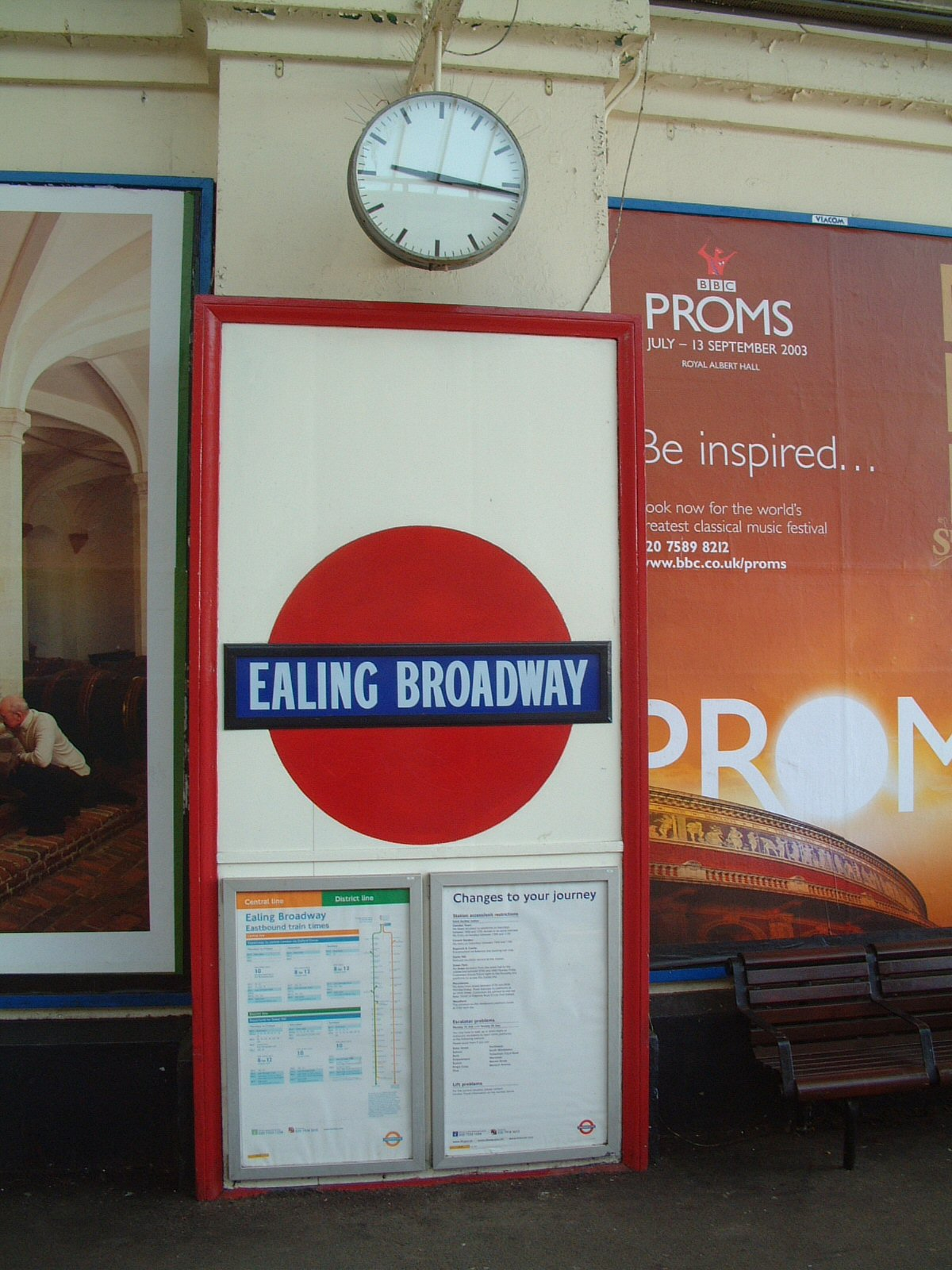
A Frank Pick által bevezetett egyik korai, jellegzetes kör alakú névtábla jelenleg is látható az Ealing Broadway állomáson

Pick olyan vállalati arculatot akart, ami megkülönbözteti az Undergroundot más társaságoktól. Edward Johnston kalligráfus-tipográfust bízta meg egy új betűtípus tervezésével. Pick elmagyarázta Johnstonnak, hogy olyan betűtípust akar, ami biztosítja, hogy az Underground plakátjait nem nézik reklámnak, és amely félreérthetetlenül 20. századi jelleget kölcsönöz. Johnston sans-serif Underground betűtípusát (hivatalos nevén Johnston betűtípus) 1916-ban használták először, és annyira sikeres volt, hogy apróbb módosításokkal még ma is használatban van.
A plakátok kihelyezésével összhangban Pick az állomások nevének elhelyezkedésével, méretével kapcsolatosan is kísérletezett, mivel gyakran olyan szerencsétlen helyre tették ki a táblákat a peronoknál, hogy nehezen azonosíthatóak voltak. 1908-ban olyan megoldás született, ahol az állomás nevét jelző tábla mögé egy – céltáblához hasonlító – vörös korong került, amitől a felirat könnyebben észrevehető lett. Ez volt a ma is használt úgynevezett roundel (kör alakú) névtábla elődje.
1909-ben Pick a kombinálta a „céltábla” karikát az UNDERGROUND felirattal a plakátokon és az állomásépületeken, de nem volt elégedett a végeredménnyel. 1916-ban döntött úgy, hogy átveszi a cég autóbuszvállalatának, az LGOC-nek a logóalapját, amin gyűrű alapon keresztbe futó csík volt látható. Pick Johnstont kérte fel, hogy alakítsa át a „céltáblát”. A ma használatos logó a Johnston tervezte verzión alapszik, amit 1919-ben vezettek be.

### A hálózat bővítése
1919-ben, az első világháborút követően, Pick fejlesztési terveket kezdett készíteni a metróhálózat bővítésére a kertvárosokban, ahol nem volt megfelelő a tömegközlekedés. Az első három vonal megnyitását követően csupán minimális terjeszkedés történt, 1910-ben a District Railwayt hosszabbították meg Uxbridge-ig, 1913 és 1917 között pedig a Bakerloo-t a Watford Junction pályaudvarig. A háború alatt felfüggesztett terveket újra elővették: a CLR-t az Ealing Broadway állomásig hosszabbították meg 1920-ban, a Hampstead vonalat Edgware-ig 1923 és 1924 között, valamint újjáépítették a C&SLR vonalat és kiterjesztették egészen Camden Townig 1922 és 1924 között. Az utóbbi kettő finanszírozását az 1921-ben bevezetett Trade Facilities Act tette lehetővé, mely hitelt nyújtott közmunkák elvégzésére a munkanélküliség elleni küzdelemben. Az új vonalak tekintetében Pick először úgy gondolta, a metróhálózatot a város északkeleti részére kellene kiterjeszteni, ahol a Great Northern Railway (GNR) és a Great Eastern Railway (GER) vasúttársaságok szolgáltatása elégtelen volt és megbízhatatlan. Tanulmányok készültek a Piccadilly vonal továbbvitelére a GNR vonalát követve New Barnetig és Enfieldig, vagy új útvonalon Wood Greenig, valamint a CLR továbbvitelét is tervezték a GER vonalát követve Chingfordig és Ongarig, azonban mindkét felszíni társaság erősen ellenezte, hogy a metró az ő területükre merészkedjen.
Mivel maximálisan ki akarta használni az állami támogatást, ami csak korlátozott ideig volt elérhető, Pick inkább nem erőltette ezeket a terjeszkedési terveket, ehelyett a C&SLR Suttonig való meghosszabbításának terveit készítette elő. Picknek azonban továbbra is erős ellenállást kellett leküzdenie, ezúttal a London, Brighton and South Coast Railway és London and South Western Railway részéről, azonban a metrónak megvolt az az előnye, hogy a tervezett vonal utolsó néhány mérföldjére már a háború előtt megkapták az engedélyeket, egy új, Wimbledontól Suttonig tartó vonal építésére. A vasúttársaságok úgy vélték, nincs szükség újabb szolgáltatásra ezen a területen, mivel az csak a saját járataiktól vonná el az utasokat, és legfeljebb Tootingig lenne észszerű a hosszabbítás. Picknek azonban sikerült válaszolnia az érvekre és kidolgozott egy kompromisszumos megoldást, mi szerint a C&SLR vonalat Mordenig hosszabbítanák meg.
Még mielőtt 1926-ban befejezték volna a C&SLR bővítését, ismét felmerült a Piccadilly vonal északi bővítésének ötlete. 1922-től kezdődően sajtókampány-sorozat indult a GNR Finsbury Park pályaudvari szolgáltatásainak javítása érdekében. A pályaudvar több metróvonal, vasútvonal, busz- és villamosvonal csomópontja volt, hirhedten rossz átszállási lehetőségekkel. 1923 júniusában 30 000 helyi lakos petícióját küldték el a parlamentnek, 1925-ben pedig a kormány közmeghallgatásra bocsátotta az ötletet. Pick bemutatta a forgalmi dugók megszüntetésére irányuló terveit, amelyek szerint a Piccadilly metrót Southgate-ig hosszabbítanák meg. A London and North Eastern Railway (a GNR utódja az 1923-as vasútegyesítéseket követően) ismét jelentős ellenállást mutatott, és azzal érvelt, hogy a metró a vasúttársaságtól venné el az utasokat. A Bakerloo, Hampstead és C&SLR vonalak bővítésének adataira támaszkodva Pick demonstrálta, hogy a tervezett vonalbővítés elősegítené az új lakóövezetek kialakítását és minden vasútszolgáltató esetében növelné az utaslétszámot, a Piccadilly vonalon mintegy 50 millió fővel évente. 1930-ban a parlament engedélyezte a Piccadilly vonal bővítését Southgate-től északra, Cockfosters végállomással. A fejlesztést ismételten államilag támogatott hitelből finanszírozták. A metróvonal és az UERL buszjáratainak optimális integrációjának biztosítása érdekében a megállókat távolabb helyezték el egymástól, mint a belvárosban, és olyan pontokra kerültek, amelyek a legtöbb utast tudták felszíni tömegközlekedéssel összegyűjteni. A Manor House állomást úgy tervezték, hogy aluljárók segítségével a metróból közvetlenül a villamosmegállók járdaszigeteire lehetett feljutni.

### Új építészeti tervek

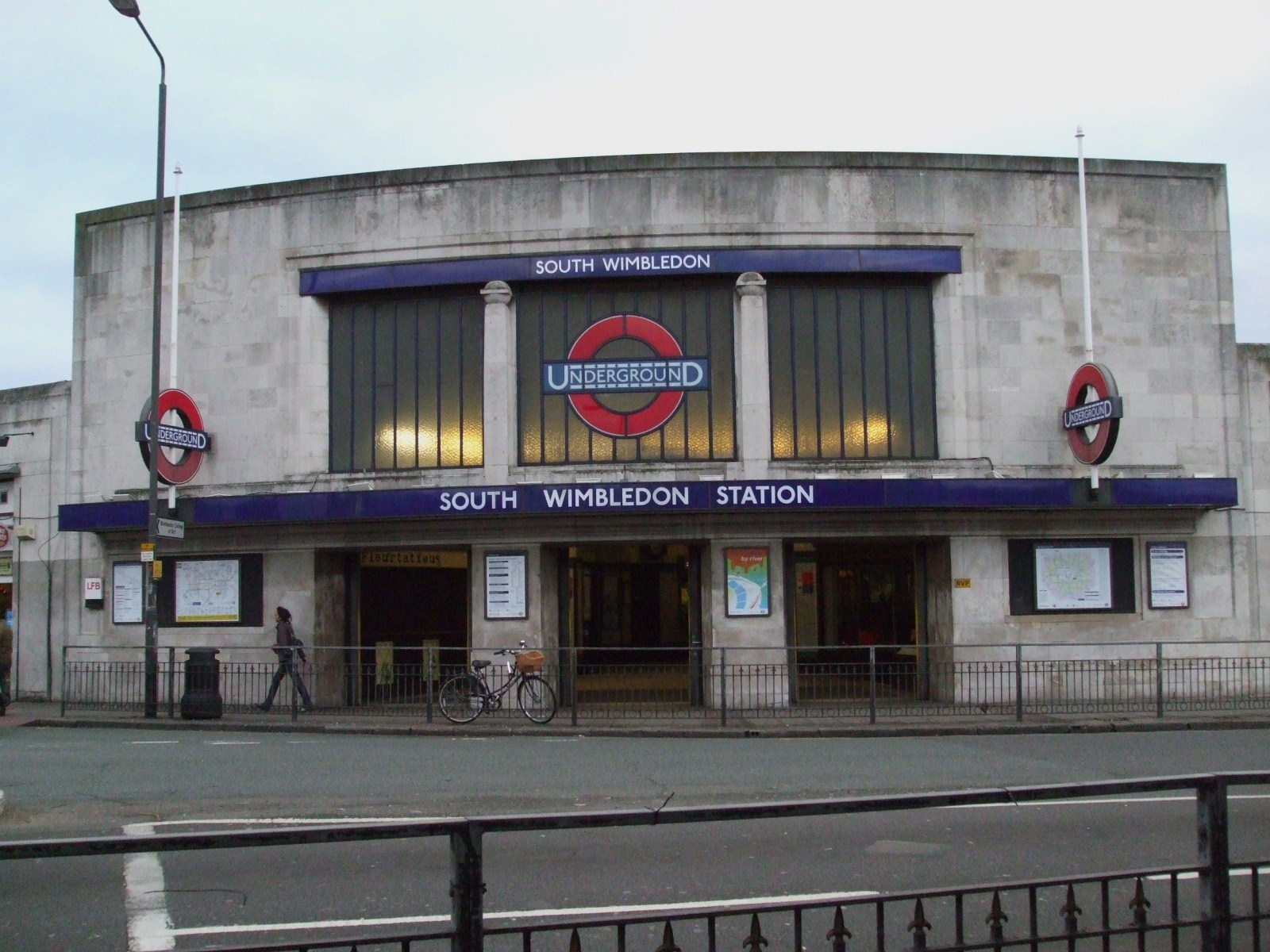
A South Wimbledon állomás (1926), Charles Holden új állomásainak egyike a C&SLR Mordenig terjedő bővítésekor

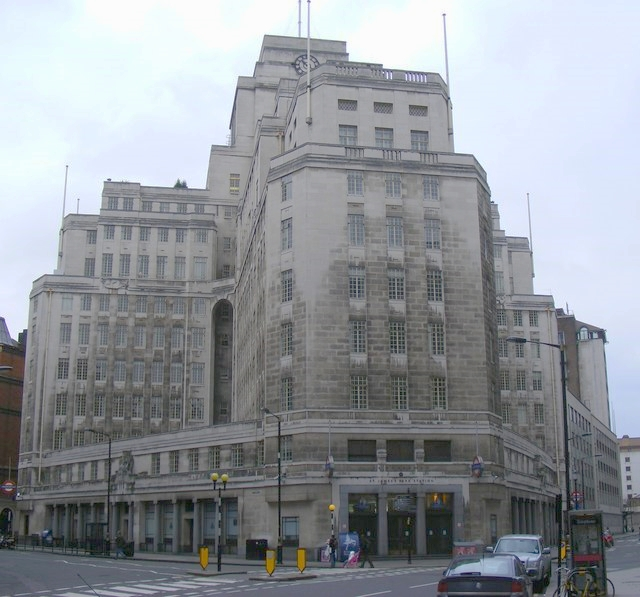
Az Underground Group egykori székháza, melyet Holden tervezett

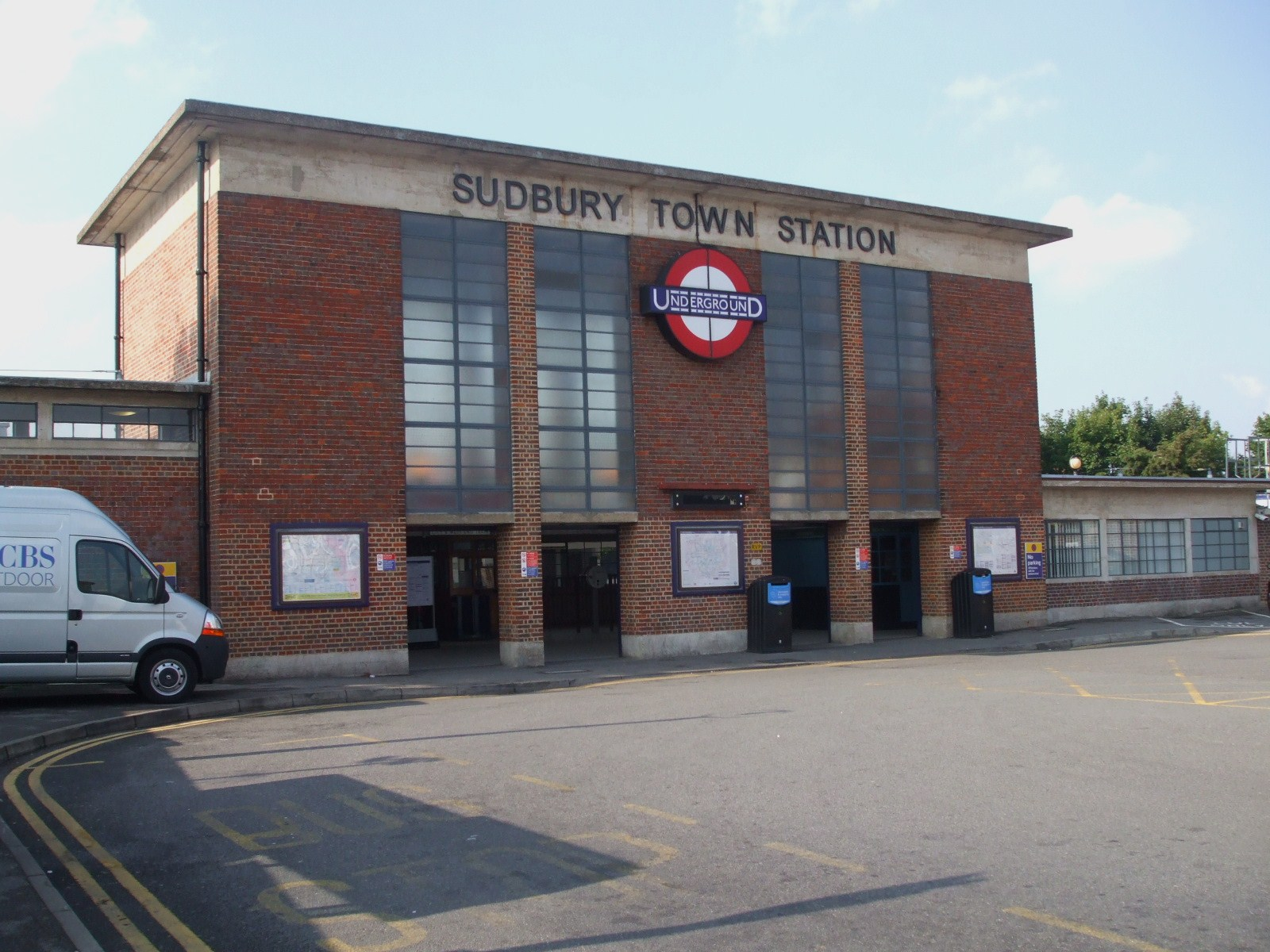
Sudbury Town állomás (1931), a Charles Holden tervei alapján készült állomások közül az első a Piccadilly vonalon.

1924-ben, miközben a C&SLR bővítésére már készültek a tervek, Pick felkérte Charles Holdent, hogy tervezzen új stílusú állomásépületeket. Ezzel kívánta lecserélni az Underground saját építészének, Stanley Heapsnek a terveit, amelyeket nem talált kielégítőnek. Pick először 1915-ben találkozott Holdennel a Design and Industries Association jóvoltából, és úgy vélte, olyan modernista építész, akivel együtt tudna dolgozni az általa „új építészeti stílusnak” nevezett forma kialakításán. Szerette volna egyszerűsíteni és összhangba hozni az állomások stílusát, barátságosabbá, jobban kivilágítottá és hatékonyabbá tenni őket, tágas, rendezett terekkel a gyors jegyeladás érdekében, valamint mozgólépcsőkkel a metró könnyebb megközelítéséhez. Az új állomásokon (1921-től) úgynevezett passimeterek (jegykiadó fülkék) üzemeltek a terem közepén, nem pedig hagyományos jegykiadó ablakok egy oldalon, ahogy a pályaudvarokon.
Pick ezt követően olyan feladatokat bízott Holdenre, mint a Piccadilly Circus metróállomás újratervezése (1925–28), ahol széles, föld alatti csomópontot és jegykiadót hoztak létre, új típusú jegykiadó automatával, lecsökkentve az utasok számára a metróhoz való lejutás idejét is. A másik feladat, amit Holdenre bízott, az Underground Group új székházának terve volt (1925–1929). Amikor elkészült, az 54 méter magas, 12 emeletes, kereszt alakú épület London legmagasabb épülete volt. Az irodaházat részben a St. James's Park metróállomásra építették rá, és Holden úgy tervezte meg, hogy maximálisan kihasználta a fényviszonyokat az irodák természetes megvilágításához. Bár Holdennek nem volt tapasztalata irodaházak építésében, nagy kórházakat már tervezett korábban. Holden ezzel a tervvel elnyerte a RIBA londoni építészeti medálját 1929-ben, és kritikai sikert aratott a szakmabeliek között.
Az épülethez rendelt két szobor már nem aratott ekkora sikert, inkább felháborodást keltett. Jacob Epstein Day and Night című kompozíciójának meztelensége miatt a szobrok eltávolítását követelte a közvélemény és a közlekedési társaság mérlegelni kezdte a cseréjüket. Bár Pick később magánemberként bevallotta, hogy nem tetszettek neki az alkotások, nyilvánosan kiállt Holden döntése mellett, hogy Epstein szobrai kerüljenek az épületre, és felajánlotta, hogy lemond. A botrány elült, amikor a művészt sikerült rávenni, hogy faragjon le az egyik szobor péniszének méretéből, így az alkotások a helyükön maradhattak.
A Piccadilly bővített vonalának nyitottabb, kevésbé beépített környezetben lévő állomásépületeihez Pick új típusú dizájnt szeretett volna. Holdennel körbeutazták Németországot, Dániát, Svédországot és Hollandiát 1930 júliusában és augusztusában, hogy szemügyre vegyék a legújabb modern építészeti fejlesztéseket. Pick csalódott a német és svéd építészeti vonalban, úgy vélte, túlságosan szélsőségesek, illetve kísérletezőek. A holland építészet már inkább volt kedvére való, leginkább Willem Marinus Dudok munkái. Bár a dán épületek nem nyűgözték le, az különösen tetszett neki, hogy az ottani építészek a projekt minden fázisáért felelősek voltak, beleértve a belsőépítészet egyes elemeit is.
A dizájn, amit Pick Holdentől rendelt meg 1931 és 1933 között, új szakaszt nyitott az Underground építészeti történetében, a prototípus állomásépület a Sudbury Town állomásé volt, melyet Nikolaus Pevsner építészettörténész „jellegzetes nevezetességként” írt le, és az Underground építészetének klasszikus szakasza kezdeteként könyvelt el. Az egységes és teljes dizájn érdekében Pick megkérte a mérnököket, hogy bocsássák Holden rendelkezésére az állomásokhoz szükséges felszerelések teljes listáját. Miután utolsó pillanatban változtattak a felszerelésen, az első néhány állomásépület egységes dizájnja csorbát szenvedett, ezért Pick személyesen felügyelte az építészeti és a mérnöki munka koordinálását a továbbiakban. Az 1930-as években, amikor a villamosokat felváltó trolibuszok miatt a felsővezetéket tartó oszlopokat kellett elhelyezni, Picket rendkívüli módon izgatta az oszlopok dizájnjának koordinálása, hogy minden szükséges tábla egységes legyen rajtuk. Ugyancsak személyesen felügyelte az új buszmegállók kialakítását.

### A London Passenger Transport Board létrehozása

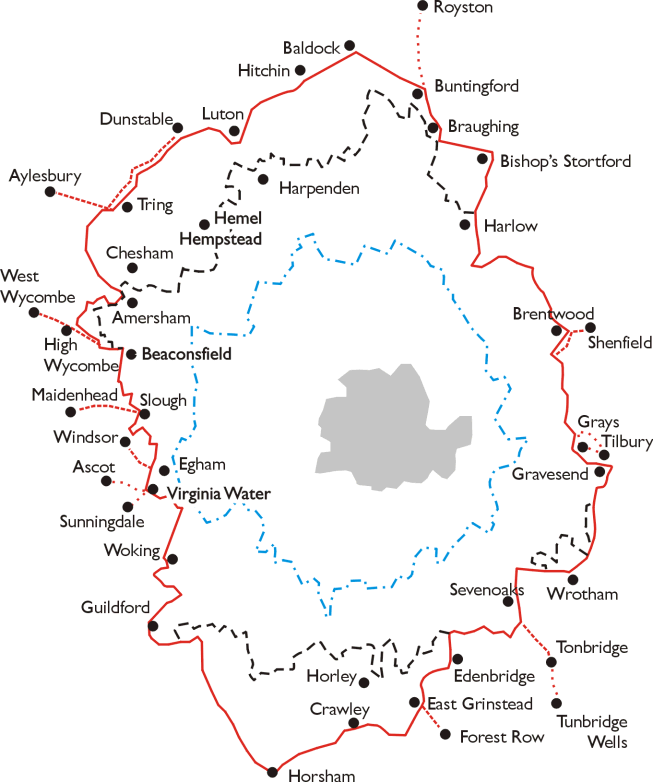
A The London Passenger Transport Area (körülbelül: „londoni tömegközlekedési terület”; piros körvonallal) London megye határain (szürke terület) jóval túl nyúlt

Az 1920-as évek elején, amikor a járművek száma a háború miatt jelentősen megcsappant, az Underground Group buszvonalainak jelentős számú vetélytárssal kellett szembenéznie. Ezeket a kis, független busztársaságokat senki nem szabályozta, ráadásul a vállalat legjövedelmezőbb vonalaitól rabolták el az utasokat és így a bevétel jelentős részét. Albert Stanley (1920-tól Lord Ashfield) és Pick azzal vágtak vissza, hogy felszólították a parlamentet a fővárosi autóbusz-szolgáltatás szabályozására. Az 1924-es londoni közlekedési törvény létrehozta a London Traffic Area (körülbelül: „londoni közlekedési terület”) övezetet a főváros és környéke közúti tömegközlekedésének szabályozására. Az 1920-as években Pick vezette az Underground Group törekvéseit a helyi villamosjáratok üzemeltetőivel, a Metropolitan Railwayjel és a városkörnyéki vasúttársaságokkal való együttműködésre. A cél az volt, hogy közös bevételi forrásra tegyenek szert a szétforgácsoló versengés helyett. 1930 végén a megoldás is megszületett a London Passenger Transport Board (LPTB) alakjában, mely nyilvánosan működő társaságként az Underground Groupotm a Metropolitan Railwayt és a kisebb busz- és villamostársaságok többségét hivatott tömöríteni a London Passenger Transport Area területén. Utóbbi magába foglalta London megyét, Middlesexet, Buckinghamshire, Essex, Hertfordshire, Kent, Surrey és Sussex egy részét.
Pick az Underground Group társ-ügyvezetője lett 1928-ban, majd amikor 1933. július 1-jén az LPTB átvette a céget, vezérigazgatói pozícióba került és ő lett az alelnök is, Ashfield pedig az elnök. Pick vezette a tárgyalásokat a bekebelezett cégek (öt vasúttársaság, 17 villamostársaság és több mint 100 omnibusz- és busztársaság) tulajdonosainak és részvényeseinek kompenzálásáról. Ahogy a londoni közlekedés irányítása egyetlen társaság kezébe került, Pick belekezdhetett az újabb fejlesztésekbe. A Metropolitan line-on megkezdődött a racionalizálás. A ritkán használt és veszteséges Brill és Verney Junction szakaszokat Aylesbury állomás után lezárták, 1935-ben és 1936-ban. Csökkentették a teherszállítást, és tervbe vették a maradék, gőzzel működő vonalrészek villamosítását.
1938-ban és 1939-ben Pick jórészt a közeledő fegyveres konfliktusra tervezett. 1938-ban a Railway Executive Committeet újra életre keltették és a testületben Pick képviselte az LPTB-t. Amikor 1939. szeptember 1-jén a Committee átvette a vasutak felügyeletét, Pick idejének nagy részét ez a tisztség kötötte le. Miután összetűzésbe került az LPTB választmányi tagjaival a kormány az osztalékok limitálására tett javaslatát illetően, Pick felajánlotta, hogy 1940 májusában, hétéves kinevezésének végén lemond. Pick korábban azt javasolta, hogy szervezzék át az LPTB felsővezetőségét, és remélte, hogy valamilyen társigazgatói pozícióban folytathatja a munkát. Ashfield azonban nem akart ilyen pozíciót adni Picknek, így 1940. május 18-án, sokak meglepetésére Pick visszavonult, hivatalosan romló egészsége miatt. Pozícióját megszüntették, és egy hatfős igazgatótanáccsal helyettesítették.

## Fordítás
- Ez a szócikk részben vagy egészben  a   Frank Pick című angol Wikipédia-szócikk ezen változatának fordításán alapul.  Az eredeti cikk szerkesztőit annak laptörténete sorolja fel. Ez a jelzés csupán a megfogalmazás eredetét és a szerzői jogokat jelzi, nem szolgál a cikkben szereplő információk forrásmegjelöléseként.